# Despoblat de Neret
El Despoblat de Neret és un antic poble medieval del terme municipal d'Isona i Conca Dellà, dins de l'antic municipi d'Orcau. En part de la bibliografia apareix adscrit a l'antic terme de Vilamitjana, del municipi de Tremp.
Està situat al capdamunt del Roc de Neret, a 906 m. d'altitud, prop del també abandonat poble de Galliner. És altmedieval o anterior ateses les mostres de ceràmica trobades en aquest lloc.